# Tetracladium marchalianum
Tetracladium marchalianum är en svampart som beskrevs av De Wild. 1893. Tetracladium marchalianum ingår i släktet Tetracladium, ordningen disksvampar, klassen Leotiomycetes, divisionen sporsäcksvampar och riket svampar.   Inga underarter finns listade i Catalogue of Life.